# Gornau/Erzgeb.
Gornau/Erzgeb. ist eine Gemeinde im Erzgebirgskreis des Freistaats Sachsen. Die Abkürzung „Erzgeb.“ steht für „Erzgebirge“.

## Geografie
Die Gemeinde Gornau liegt auf einer Hochfläche westlich der Zschopau und östlich des Bergrückens Dittersdorfer Höhe (554 m). Der höchste Punkt des Ortes ist die Götzhöhe mit 493 m zwischen den Ortsteilen, der tiefste Punkt ist das Zschopautal mit 290 m im Ortsteil Witzschdorf. Der Ortsteil Gornau ist ein Waldhufendorf, das west-östlich ausgerichtet auf der Hochfläche liegt. Der Ortsteil Dittmannsdorf, ebenfalls ein Waldhufendorf, liegt nördlich von Gornau im Tal des Dittmannsdorfer Baches. Der Ortsteil Witzschdorf liegt nordöstlich von Gornau, am steilen Westhang des Zschopautales.

### Nachbargemeinden
Im Westen grenzt die Stadt Chemnitz mit dem Stadtteil Kleinolbersdorf-Altenhain, im Norden und Nordosten Augustusburg mit den Stadtteilen Kunnersdorf und Hennersdorf, im Osten Grünhainichen und Zschopau und im Süden und Südwesten Amtsberg an die Gemeinde.
| Chemnitz, Kleinolbersdorf-Altenhain | Dittmannsdorf                               | Witzschdorf, Augustusburg mit Hennersdorf |
| Dittersdorf                         | Kompassrose, die auf Nachbargemeinden zeigt | Waldkirchen/Erzgeb.                       |
| Weißbach                            | Amtsberg mit Schlößchen                     | Zschopau                                  |

### Gliederung
Neben Gornau gibt es noch die folgenden Ortsteile:
- Dittmannsdorf
- Witzschdorf

## Geschichte

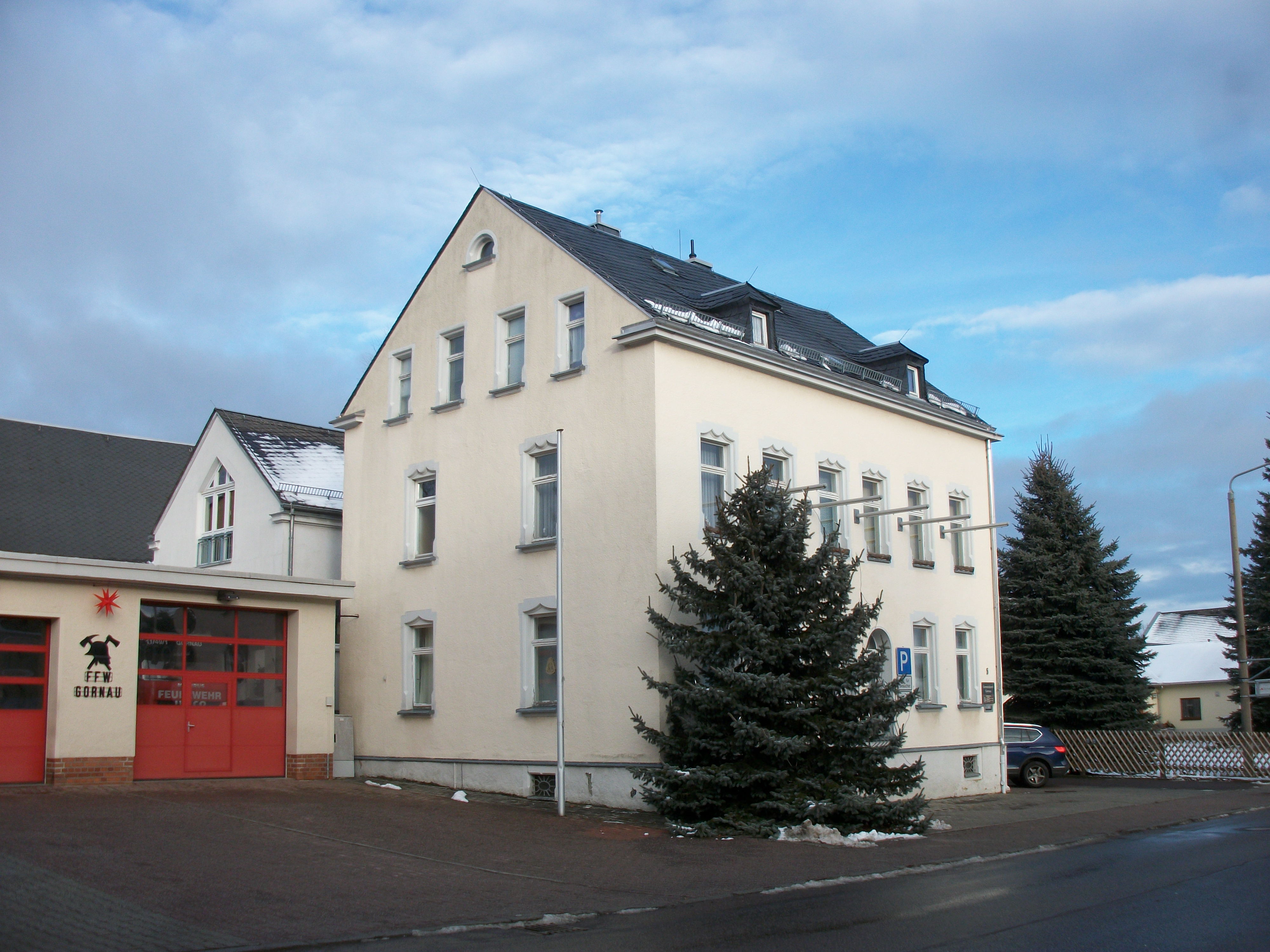
Gemeindeamt Gornau/Erzgeb.

Gornau wurde 1403 nachweislich erstmals urkundlich als Garne im Kanzleiregister des Markgrafens Wilhelm I. über eine ausgestellte Urkunde erwähnt: Der Markgraf von Meißen Wilhelm I. der Einäugige belehnt Barbara von Wiczscherstorff, die Ehefrau von Caspar von Wiczscherstorff mit Leibgedinge in Gornau und Kunnersdorf im Amt Schellenberg.
Mit der Reformation 1539 gehört Gornau zur Parochie Zschopau. Der Ort war Amtsdorf des Amtes Augustusburg (vormals Schellenberg). 1673 wird erstmals ein Lehrer Christoph Merbeth erwähnt. 1738 erwirbt die Gemeinde Gornau, das schon von Merbeth als Schulhaus genutzte Wohnhaus. Am 21. November 1841 wird ein neues Schulgebäude eingeweiht. 1891 wird der gemeindeeigene Friedhof mit Trauerhalle eingeweiht. Ein größeres Schulgebäude wird im Oktober 1897 eingeweiht. An die zentrale Elektrizitätsversorgung wird Gornau 1907 angeschlossen. 1926 werden die kommunale Wasserleitung und die kommunale Gasleitung gebaut. Auf dem Friedhof wird im August 1929 eine neuerbaute Kirche als Bethaus eröffnet. Das Schwimmbad wird 1932 eingeweiht. Im Rahmen von Arbeitsbeschaffungsmaßnahmen werden 1934 Fußwege und Beschleusungen hergestellt. Die im Ort ansässigen Strumpffabriken werden 1946 als Reparationsleistungen demontiert. 1962 wird Gornau eigenständige Kirchgemeinde. Am 1. März 1994 werden Dittmannsdorf und Witzschdorf eingemeindet. Die Ortsumgehung der Bundesstraße 174 wird 1995 fertiggestellt. Mit der Stadt Zschopau besteht seit dem 1. Juli 2000 eine Verwaltungsgemeinschaft.

### Urkundlich belegte Namensformen
1445 Gorne, Gorn
1449 zcur Gorne
1457 Gornaw
1529 Gorn
1551 Gornna
1572 Gorna
1592 zum Aldenhain vnd der Gornau

### Einwohnerentwicklung
Folgende Einwohnerzahlen beziehen sich auf den 31. Dezember des voranstehenden Jahres mit Gebietsstand Januar 2008:
| 1982 bis 1988 - 1982: 3.920 - 1983: 3.879 - 1984: 3.796 - 1985: 3.730 - 1986: 3.696 - 1987: 3.654 - 1988: 3.616 | 1989 bis 1995 - 1989: 3.560 - 1990: 3.439 - 1991: 3.424 - 1992: 3.426 - 1993: 3.483 - 1994: 3.608 - 1995: 3.805 | 1996 bis 2002 - 1996: 3.977 - 1997: 4.054 - 1998: 4.080 - 1999: 4.079 - 2000: 4.134 - 2001: 4.110 - 2002: 4.103 | 2003 bis 2010 - 2003: 4.103 - 2004: 4.099 - 2005: 4.086 - 2006: 4.039 - 2007: 4.099 - 2009: 3.942 - 2010: 3.893 | 2011 bis 2013 - 2011: 3.803 - 2012: 3.775 - 2013: 3.755 | 2018 bis 2019 - 2018: 3.817 - 2019: 3.767 |

Quelle: Statistisches Landesamt des Freistaates Sachsen

## Politik

### Gemeinderat
- SPD: 1
- BFWG: 5
- CDU: 8

Seit der Gemeinderatswahl am 9. Juni 2024 verteilen sich die 14 Sitze des Gemeinderates folgendermaßen auf die einzelnen Gruppierungen:
- CDU: 8 Sitze
- Bund Freier Wähler Gornau: 5 Sitze
- SPD: 1 Sitz

| Liste                     | 2024   | 2024   | 2019   | 2019   | 2014   | 2014   |
| Liste                     | Sitze  | in %   | Sitze  | in %   | Sitze  | in %   |
| ------------------------- | ------ | ------ | ------ | ------ | ------ | ------ |
| CDU                       | 8      | 55,6   | 8      | 50,3   | 8      | 55,3   |
| Bund Freier Wähler Gornau | 5      | 37,8   | 5      | 37,7   | 4      | 26,9   |
| SPD                       | 1      | 6,6    | 1      | 6,5    | 1      | 8,1    |
| Grüne                     | –      | –      | –      | 5,6    | –      | –      |
| Linke                     | –      | –      | –      | –      | 1      | 9,8    |
| Wahlbeteiligung           | 72,0 % | 72,0 % | 69,6 % | 69,6 % | 58,7 % | 58,7 % |

### Bürgermeister
- Juni 1990: Michael Demmler (kommissarisch)
- 1990–1996: Rolf Hänel (parteilos)
- 1996–1997: Manfred Zähler (kommissarisch)
- 1997–2001: Gerhard Olschewski (parteilos)
- 2001–2015: Johanna Vogler (CDU)
- seit 2015: Nico Wollnitzke (CDU)[6]

| Wahl | Bürgermeister   | Vorschlag | Wahlergebnis (in %) |
| ---- | --------------- | --------- | ------------------- |
| 2022 | Nico Wollnitzke | CDU       | 97,7                |
| 2015 | Nico Wollnitzke | CDU       | 55,1                |
| 2008 | Johanna Vogler  | CDU       | 76,4                |
| 2001 | Johanna Vogler  | CDU       | 99,0                |
| 1997 | ?               | ?         | ?                   |
| 1994 | Rolf Hänel      | CDU       | 82,2                |

### Wappen
In Silber vor einem grünen Berg auf einer auf einem Globus mit blauen Meeren und silbernen Kontinenten rollenden geflügelten silbernen Kugel eine naturfarbene Fortuna, mit beiden Händen auf der linken Seite ein goldenes Füllhorn haltend, aus dem zwölf rote Blüten fallen.

### Gemeindepartnerschaften
Gornau ist 1990 mit der niedersächsischen Samtgemeinde Apensen und der französischen Gemeinde Ploërmel eine freundschaftliche Partnerschaft eingegangen, die 2003 vertraglich gefestigt wurde.

## Kultur und Sehenswürdigkeiten
- siehe auch: Liste der Kulturdenkmale in Gornau/Erzgeb.

### Gebäude, Einrichtungen und Sehenswürdigkeiten
- Distanzsäule von 1833 als Zeitzeuge der regen Handelstätigkeit vergangener Zeiten
- Evangelisch-lutherische Kirchen in Gornau / Dittmannsdorf / Witzschdorf
- Evangelisch-methodistische Kirche zu Witzschdorf
- Büchereien Gornau und Witzschdorf
- Seniorenzentrum Gornau
- Medizinisches Versorgungszentrum MVZ Gornau

### Naturschutz
- Siehe auch: Liste der Naturdenkmale in Gornau/Erzgeb.

## Wirtschaft und Infrastruktur

### Verkehr
Die Zschopautalbahn hat im Ortsteil Witzschdorf einen Haltepunkt.
Durch den Ort führt die Bundesstraße 180. Die B 174 führt seit Fertigstellung der Ortsumgehung im Jahr 1995 südlich an Gornau vorbei.

### Bildung
- Grundschule Gornau
- Kita Kunterbunt Gornau
- Kita Pusteblume Witzschdorf
- Kita Zwergenland Dittmannsdorf

### Sport und Erholung
Gornau besitzt einen Fußballplatz und ein Sommer-Schwimmbad (Freibad), welches nach grundlegender Renovierung 2011 wieder eröffnet wurde.

## Persönlichkeiten
- Eckhard Börner (* 1951 in Colmnitz), Politiker (CDU), ehemaliger Bürgermeister von Witzschdorf, MdL
- Harald Sturm (* 1956 in Witzschdorf), ehemaliger Endurosportler und viermaliger Europameister

## Regelmäßige Veranstaltungen
- Badfest im Freibad
- Höhenfeuer mit Spielmannszug und Fackelumzug
- Kirmes
- Pyramidenanschieben und erzgebirgischer Weihnachtsmarkt

## Vereinsleben (Auszug)
Gornau mit seinen drei Gemeinden verfügt über ein reges Vereinsleben, dass sich in eingetragenen Vereinen oder Interessengemeinschaften organisiert.
- Anglerverein Witzschdorf e. V.
- Enduro- und Mountainbikeclub Witzschdorf e. V.
- Feuerwehrkapelle
- Frauentreff Gornau
- Förderverein der Gemeindefeuerwehr Gornau e. V.
- Gartenfreunde "Am Schwarzen Holz" Gornau e. V.
- Gartenverein „Eisenstraße“ Gornau e. V.
- Gartenverein „Heiterer Blick“ e. V. Dittmannsdorf
- Gartenverein „Zschopautal“ Witzschdorf e. V.
- Heimatverein Dittmannsdorf e. V.
- Jugendclub Tirol e. V.
- Klöppelfrauen Gornau
- Kultur- und Jugendverein Dittmannsdorf e. V.
- Laienspielgruppe Dittmannsdorf/Witschdorf e. V.
- Pyramidenbauer Gornau
- Judoclub Gornau e. V.
- Kirchenchor/Posaunenchor
- Rassegeflügelzuchtverein Gornau e. V.
- Rassekaninchenzüchterverein S 181 Gornau e. V.
- Sportgemeinschaft Dittmannsdorf e. V.
- Sportverein 1990 Tirol Dittmannsdorf/Witzschdorf e. V.
- Sportverein Germania Gornau e. V.
- Sportverein Witzschdorf e. V.
- Witzschdorfer Karnevalsverein